# ناوتو يوشي
ناوتو يوشي (باليابانية: 吉井 直人) (30 نوفمبر 1987 في هيوغو في اليابان - )؛ هو لاعب كرة قدم ياباني سابق كان يلعب كمدافع.

## وصلات خارجية
- ناوتو يوشي على موقع رابطة كرة القدم اليابانية للمحترفين (اليابانية)
- ناوتو يوشي على موقع قاعدة بيانات كرة القدم.إي يو (الإنجليزية)
- ناوتو يوشي على موقع Soccerway.com (الإنجليزية)